# 흰허리도요

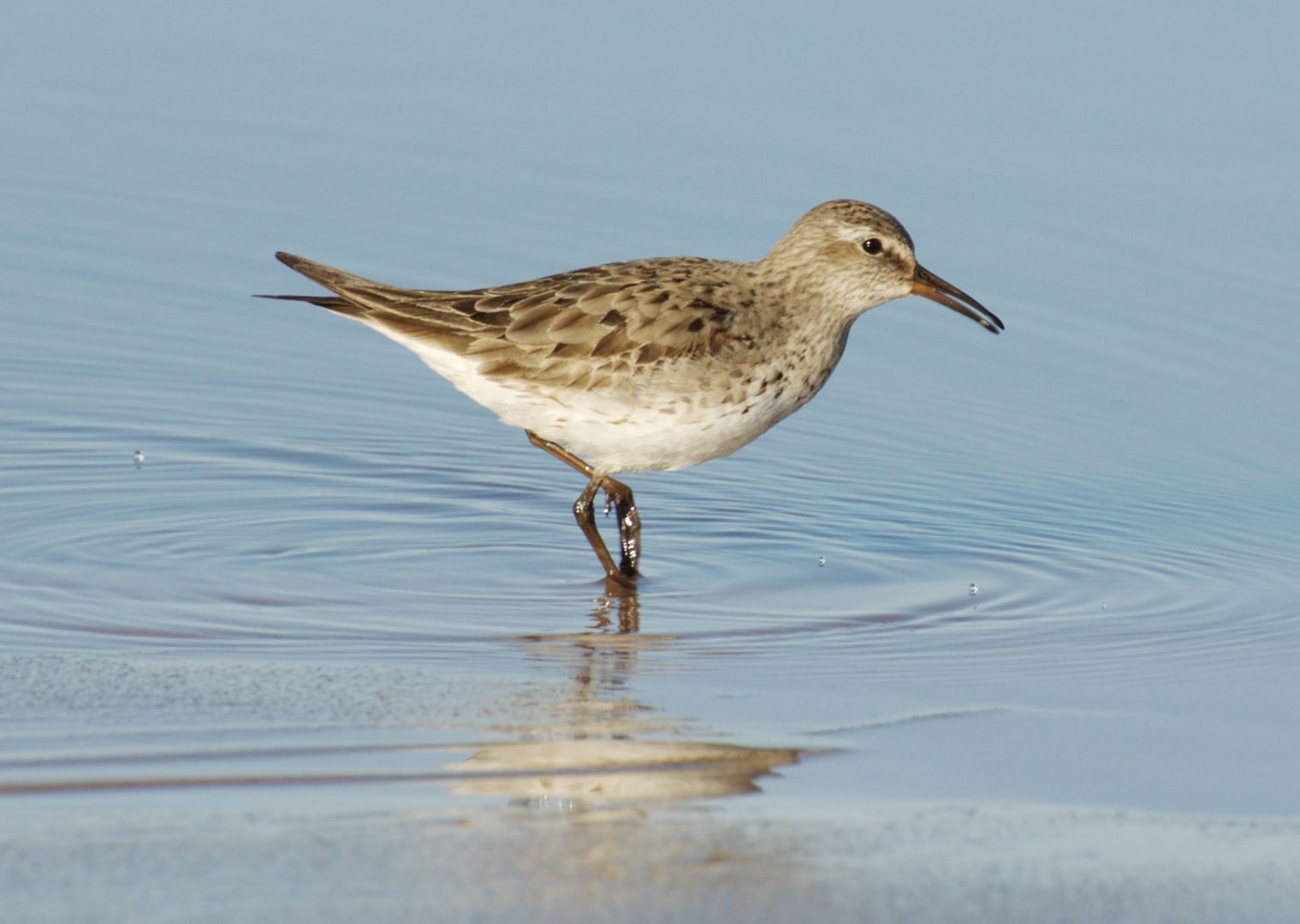

흰허리도요(White-rumped sandpiper, Calidris fuscicollis)는 캐나다, 알래스카 북부 툰드라에서 서식하는 작은 섭금류이다. 다른 조그마한 유사 물떼새류와 구별하기 어려울 수 있다.
이 새들은 점무늬가 없다.

## 개요
| 표준 측정 | 표준 측정                   |
| --------- | --------------------------- |
| 길이      | 170–200 mm (6.8–8 in)       |
| 몸무게    | 42 g (1.5 oz)               |
| 날개 길이 | 430 mm (17 in)              |
| 날개      | 117–126 mm (4.6–5.0 in)     |
| 꼬리      | 47.5–53.6 mm (1.87–2.11 in) |
| 최고 높이 | 20–23.6 mm (0.79–0.93 in)   |
| 위털      | 21–24.5 mm (0.83–0.96 in)   |